# ゴヴァン駅
ゴヴァン駅（ゴヴァンえき）はスコットランドグラスゴーに位置するグラスゴー地下鉄の駅である。

## 駅構造

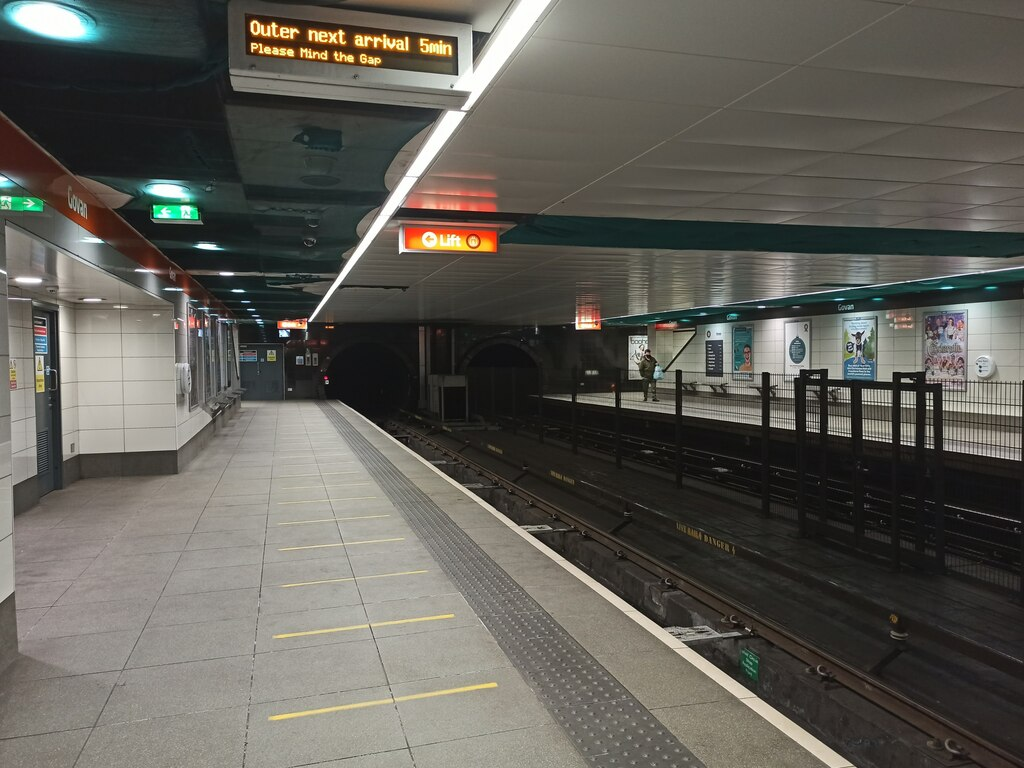
ホーム

相対式ホーム2面2線を有する地下駅。

## 駅周辺
- ゴヴァン・オールド・パリッシュ教会

## 歴史
- 1896年12月14日 - Govan Cross駅として開業。
- 1977年 - 大規模工事開始。
- 1980年 - 大規模工事が終了し、Govan駅に改称。

## 利用状況
- 2005年の1年間の乗車人員は990,000人である。

## 隣の駅
■グラスゴー地下鉄
アイブロックス駅 - ゴヴァン駅 - パーティック駅